# Mistrzostwa Polski Seniorów w Lekkoatletyce 2023
99. Mistrzostwa Polski Seniorów w Lekkoatletyce – zawody lekkoatletyczne, które odbyły się w dniach 27–29 lipca 2023 na Stadionie im. Lubuskich Olimpijczyków w Gorzowie Wielkopolskim. Ich organizatora, Zarząd Polskiego Związku Lekkiej Atletyki wybrał w listopadzie 2021.

## Rezultaty
| NR – rekord Polski \| CR – rekord mistrzostw Polski \| NUR – rekord Polski młodzieżowców (do lat 23) \| SB – najlepszy wynik w sezonie |
| NL – najlepszy tegoroczny wynik na polskich listach \| PB – rekord życiowy                                                             |

Źródło:

### Mężczyźni
| Konkurencja:                  | 1. miejsce                                                                           | Rezultat | 2. miejsce                                                                         | Rezultat | 3. miejsce                                                                            | Rezultat |
| Bieg na 100 m                 | Dominik Kopeć KS Agros Zamość                                                        | 10,37    | Mateusz Siuda OŚ AZS Poznań                                                        | 10,42    | Łukasz Żok ALKS AJP Gorzów Wlkp.                                                      | 10,50    |
| Bieg na 200 m                 | Łukasz Żok ALKS AJP Gorzów Wlkp.                                                     | 20,73    | Albert Komański CWKS Resovia Rzeszów                                               | 20,74    | Patryk Wykrota KS Stal LA Ostrów Wlkp.                                                | 21,02    |
| Bieg na 400 m                 | Karol Zalewski KS AZS UWM Olsztyn                                                    | 46,10    | Igor Bogaczyński MKL Jarocin                                                       | 46,11    | Kajetan Duszyński AZS Łódź                                                            | 46,17    |
| Bieg na 800 m                 | Michał Rozmys AZS UMCS Lublin                                                        | 1:46,95  | Filip Ostrowski RKS Łódź                                                           | 1:47,00  | Mateusz Borkowski KS AZS AWF Warszawa                                                 | 1:47,01  |
| Bieg na 1500 m                | Filip Ostrowski RKS Łódź                                                             | 3:41,79  | Michał Rozmys AZS UMCS Lublin                                                      | 3:41,82  | Maciej Wyderka KS AZS AWF Katowice                                                    | 3:42,85  |
| Bieg na 5000 m                | Mateusz Gos RLTL Optima Radom                                                        | 13:54,59 | Marcin Biskup CWZS Zawisza Bydgoszcz SL                                            | 13:55,60 | Maciej Megier AZS-AWFiS Gdańsk                                                        | 14:01,89 |
| Bieg na 3000 m z przeszkodami | Maciej Megier AZS-AWFiS Gdańsk                                                       | 8:44,17  | Mikołaj Czeronek WKS Śląsk Wrocław                                                 | 8:45,77  | Mateusz Kaczmarek BKS Bydgoszcz                                                       | 8:47,09  |
| Bieg na 110 m przez płotki    | Damian Czykier KS Podlasie Białystok                                                 | 13,57    | Krzysztof Kiljan KS AZS AWF Warszawa                                               | 13,66    | Michał Sierocki AZS UMCS Lublin                                                       | 13,92    |
| Bieg na 400 m przez płotki    | Krzysztof Hołub AZS UMCS Lublin                                                      | 49,78    | Jakub Olejniczak TS Wieliczanka Wieliczka                                          | 50,34    | Sebastian Urbaniak LKS Vectra Włocławek                                               | 50,66    |
| Sztafeta 4 × 100 m            | KS AZS AWF Katowice Jakub Sikorski Karol Kwiatkowski Przemysław Kozłowski Adam Burda | 40,16    | AZS UMCS Lublin Jakub Lempach Patryk Krupa Jakub Chmiel Łukasz Żak                 | 40,17    | KS Stal LA Ostrów Wlkp Tomasz Jankowski Marcin Karolewski Patryk Wykrota Kacper Cegła | 40,53    |
| Sztafeta 4 × 400 m            | OŚ AZS Poznań Mikołaj Buzała Jan Wawrzkowicz Bartosz Sołtysiak Daniel Sołtysiak      | 3:12,87  | OŚ AZS Poznań II Mikołaj Nawrot Ryszard Piasecki Bartosz Zieliński Jakub Chmielarz | 3:13,63  | AZS UMCS Lublin Remigiusz Zazula Cezary Mirosław Maciej Hołub Mikołaj Kotyra          | 3:14,28  |
| Chód na 10 000 m              | Maher Ben Hlima RKS Łódź                                                             | 40:35,48 | Dawid Tomala AZS KU Politechniki Opolskiej Opole                                   | 42:11,81 | Artur Brzozowski KKL Stal Stalowa Wola                                                | 42:53,74 |
| Skok wzwyż                    | Norbert Kobielski MKS Inowrocław                                                     | 2,24     | Mateusz Kołodziejski CWZS Zawisza Bydgoszcz SL                                     | 2,16     | Jakub Nielub AML Słupsk                                                               | 2,12     |
| Skok o tyczce                 | Robert Sobera KS AZS AWF Wrocław                                                     | 5,61 =   | Piotr Lisek OSOT Szczecin                                                          | 5,46     | Paweł Wojciechowski CWZS Zawisza Bydgoszcz SL                                         | 5,46     |
| Skok w dal                    | Andrzej Kuch AZS UMCS Lublin                                                         | 7,68     | Krzysztof Tomasiak UKS Junior Kamesznica                                           | 7,32     | Piotr Tarkowski KS AZS-AWF Biała Podlaska                                             | 7,32     |
| Trójskok                      | Adrian Świderski WKS Śląsk Wrocław                                                   | 16,05    | Dawid Krzemiński RLTL Optima Radom                                                 | 15,78    | Jan Kulmaczewski KS AZS AWF Warszawa                                                  | 15,38    |
| Pchnięcie kulą                | Michał Haratyk KS Sprint Bielsko-Biała                                               | 20,32    | Szymon Mazur KS AZS AWF Warszawa                                                   | 20,04    | Konrad Bukowiecki KS AZS UWM Olsztyn                                                  | 19,96    |
| Rzut dyskiem                  | Oskar Stachnik AZS UMCS Lublin                                                       | 60,09    | Robert Urbanek MKS Aleksandrów Łódzki                                              | 60,07    | Jakub Lewoszewski KS Agros Zamość                                                     | 53,69    |
| Rzut młotem                   | Wojciech Nowicki KS Podlasie Białystok                                               | 79,96    | Paweł Fajdek KS AZS AWF Katowice                                                   | 78,10    | Dawid Piłat LKS Stal Mielec                                                           | 73,23    |
| Rzut oszczepem                | Cyprian Mrzygłód AZS-AWFiS Gdańsk                                                    | 79,80    | Dawid Wegner LUKS Start Nakło                                                      | 78,76    | Marcin Krukowski KS Warszawianka                                                      | 77,43    |

### Kobiety
| Konkurencja:                  | 1. miejsce                                                                                 | Rezultat | 2. miejsce                                                                           | Rezultat | 3. miejsce                                                                                | Rezultat |
| Bieg na 100 m                 | Ewa Swoboda KS AZS AWF Katowice                                                            | 11,08    | Kryscina Cimanouska KS AZS AWF Warszawa                                              | 11,26    | Magdalena Stefanowicz KS AZS AWF Katowice                                                 | 11,42    |
| Bieg na 200 m                 | Natalia Kaczmarek KS Podlasie Białystok                                                    | 22,86    | Kryscina Cimanouska KS AZS AWF Warszawa                                              | 22,89    | Martyna Kotwiła RLTL Optima Radom                                                         | 23,12    |
| Bieg na 400 m                 | Natalia Kaczmarek KS Podlasie Białystok                                                    | 51,86    | Marika Popowicz-Drapała CWZS Zawisza Bydgoszcz SL                                    | 52,63    | Patrycja Wyciszkiewicz-Zawadzka OŚ AZS Poznań                                             | 52,84    |
| Bieg na 800 m                 | Anna Wielgosz CWKS Resovia Rzeszów                                                         | 2:01,02  | Angelika Sarna KS AZS AWF Warszawa                                                   | 2:01,82  | Margarita Koczanowa KS AZS AWF Kraków                                                     | 2:02,20  |
| Bieg na 1500 m                | Aleksandra Płocińska SRS Kondycja Piaseczno                                                | 4:17,98  | Weronika Lizakowska KUKS Remus Kościerzyna                                           | 4:18,21  | Eliza Megger LKS Pszczyna                                                                 | 4:18,25  |
| Bieg na 5000 m                | Paulina Kaczyńska WMLKS Pomorze Stargard                                                   | 16:43,51 | Julia Koralewska AZS-AWFiS Gdańsk                                                    | 16:44,14 | Sabina Jarząbek KKL Kielce                                                                | 16:46,45 |
| Bieg na 3000 m z przeszkodami | Aneta Konieczek WMLKS Nadodrze Powodowo                                                    | 9:30,62  | Kinga Królik UKS Azymut Pabianice                                                    | 9:31,84  | Alicja Konieczek OŚ AZS Poznań                                                            | 9:36,60  |
| Bieg na 100 m przez płotki    | Pia Skrzyszowska KS AZS AWF Warszawa                                                       | 12,94    | Klaudia Siciarz KS AZS AWF Kraków                                                    | 13,09    | Marika Majewska AZS-AWF Gorzów                                                            | 13,31    |
| Bieg na 400 m przez płotki    | Izabela Smolińska RLTL Optima Radom                                                        | 57,26    | Anna Maria Gryc KS AZS AWF Warszawa                                                  | 57,90    | Joanna Linkiewicz KS AZS AWF Wrocław Katarzyna Martyna KS AZS AWF Kraków                  | 58,13    |
| Sztafeta 4 × 100 m            | RLTL Optima Radom Nikola Brożyna Natalia Wosztyl Izabela Smolińska Martyna Kotwiła         | 45,48    | OŚ AZS Poznań Kaja Wesołowska Marta Zimna Julia Dziamska Kamila Ciba                 | 46,33    | AZS-AWF Gorzów Aleksandra Jeż Paulina Kosikowska Wiktoria Dams Marika Majewska            | 46,84    |
| Sztafeta 4 × 400 m            | KS AZS AWF Warszawa Weronika Bartnowska Karolina Łozowska Dominika Baćmaga Anna Maria Gryc | 3:34,22  | AZS UMCS Lublin Alicja Wrona Wiktoria Drozd Agata Wasiluk Adrianna Janowicz-Półtorak | 3:38,36  | KS AZS AWF Kraków Aleksandra Wsołek Aleksandra Gaworska Gabriela Wójcik Katarzyna Martyna | 3:39,16  |
| Chód na 5000 m                | Olga Chojecka WLKS Nowe Iganie                                                             | 21:29,24 | Katarzyna Zdziebło LKS Stal Mielec                                                   | 21:44,29 | Agnieszka Ellward WKS Flota Gdynia                                                        | 23:07,90 |
| Skok wzwyż                    | Paulina Borys SKLA Sopot                                                                   | 1,84     | Aneta Rydz RLTL Optima Radom                                                         | 1,78 =   | Wiktoria Miąso CWKS Resovia Rzeszów                                                       | 1,74     |
| Skok o tyczce                 | Emilia Kusy SKLA Sopot                                                                     | 4,20     | Maja Chamot KS Sprint Bielsko-Biała                                                  | 4,10     | Anna Łyko KS AZS AWF Wrocław Agnieszka Kaszuba KL Gdynia                                  | 4,00     |
| Skok w dal                    | Nikola Horowska ALKS AJP Gorzów Wlkp.                                                      | 6,61     | Magdalena Bokun KS AZS AWF Katowice                                                  | 6,25     | Anna Matuszewicz MKL Toruń                                                                | 6,20     |
| Trójskok                      | Adrianna Laskowska OŚ AZS Poznań                                                           | 13,64    | Karolina Młodawska KKL Kielce                                                        | 13,25    | Agnieszka Bednarek AZS Łódź                                                               | 13,18    |
| Pchnięcie kulą                | Klaudia Kardasz KS Podlasie Białystok                                                      | 17,83    | Zuzanna Maślana MLKL Płock                                                           | 16,81    | Paulina Guba AZS UMCS Lublin                                                              | 16,59    |
| Rzut dyskiem                  | Daria Zabawska AZS UMCS Lublin                                                             | 60,77    | Karolina Urban AZS-AWFiS Gdańsk                                                      | 54,50    | Weronika Muszyńska AZS UMCS Lublin                                                        | 54,42    |
| Rzut młotem                   | Anita Włodarczyk KS AZS AWF Katowice                                                       | 70,91    | Malwina Kopron Wisła Puławy                                                          | 70,54    | Aleksandra Śmiech KS Agros Zamość                                                         | 69,26    |
| Rzut oszczepem                | Marcelina Witek-Konofał AML Słupsk                                                         | 58,26    | Gabriela Andrukonis KS Podlasie Białystok                                            | 52,47    | Angelika Antoniak KS Podlasie Białystok                                                   | 49,66    |

## Chód na 35 km
2. Mistrzostwa Polski kobiet i mężczyzn w chodzie na 35 kilometrów odbyły się 25 marca w Dudincach.
| Konkurencja: | 1. miejsce                              | Rezultat | 2. miejsce                     | Rezultat | 3. miejsce                         | Rezultat |
| Mężczyźni    | Jakub Jelonek CKS Budowlani Częstochowa | 2:37:32  | Maher Ben Hlima RKS Łódź       | 2:43:38  | Mateusz Nowak UKS Skoczek Skoki    | 2:45:19  |
| Kobiety      | Katarzyna Zdziebło LKS Stal Mielec      | 2:48:53  | Olga Chojecka WLKS Nowe Iganie | 2:51:23  | Agnieszka Ellward WKS Flota Gdynia | 3:06:13  |

## Bieg na 10 000 m
Mistrzostwa Polski w biegu na 10 000 metrów zostały rozegrane 22 kwietnia w Olkuszu.
| Konkurencja: | 1. miejsce                        | Rezultat | 2. miejsce                             | Rezultat | 3. miejsce                           | Rezultat |
| Mężczyźni    | Mateusz Gos RLTL Optima Radom     | 29:17,80 | Mateusz Kaczor RLTL Optima Radom       | 29:38,38 | Sebastian Nowicki OKL Oborniki       | 30:00,12 |
| Kobiety      | Julia Koralewska AZS-AWFiS Gdańsk | 33:48,95 | Aleksandra Lisowska KS AZS UWM Olsztyn | 33:50,85 | Olimpia Breza KUKS Remus Kościerzyna | 34:32,45 |

## Chód na 20 km
Zawody o mistrzostwo Polski kobiet i mężczyzn w chodzie na 20 kilometrów odbyły się 23 kwietnia w Warszawie w ramach Korzeniowski Warsaw Race Walking Cup.
| Konkurencja: | 1. miejsce                              | Rezultat | 2. miejsce                    | Rezultat | 3. miejsce                               | Rezultat |
| Mężczyźni    | Łukasz Niedziałek RK Athletics Warszawa | 1:24:53  | Maher Ben Hlima RKS Łódź      | 1:25:01  | Artur Brzozowski KKL Stal Stalowa Wola   | 1:28:45  |
| Kobiety      | Olga Chojecka WLKS Nowe Iganie          | 1:34:59  | Anna Zdziebło LKS Stal Mielec | 1:42:10  | Kinga Waleriańczyk KMKL Sztorm Kołobrzeg | 1:52:32  |

## Bieg 24-godzinny
16. Mistrzostwa Polski w biegu 24-godzinnym zostały rozegrane 6-7 maja w Pabianicach.
| Konkurencja: | 1. miejsce                                | Rezultat  | 2. miejsce                                      | Rezultat  | 3. miejsce                       | Rezultat  |
| Mężczyźni    | Andrzej Piotrowski WKS Wawel Kraków       | 265 130 m | Leszek Małyszek KS AZS AWF Katowice             | 245 954 m | Andrzej Mazur KKS SFORA Bojano   | 240 181 m |
| Kobiety      | Patrycja Bereznowska Wieliszew Heron Team | 240 778 m | Milena Grabska-Grzegorczyk UKS Azymut Pabianice | 226 032 m | Anna Kapica CWKS Resovia Rzeszów | 223 708 m |

## Biegi sztafetowe
6. Mistrzostwa Polski w biegach sztafetowych zostały rozegrane w Słupsku 13 i 14 maja.

### Mężczyźni
| Konkurencja:       | 1. miejsce                                                                          | Rezultat | 2. miejsce                                                                       | Rezultat | 3. miejsce                                                                             | Rezultat |
| Sztafeta 4 × 200 m | KS AZS AWF Wrocław Szymon Maćkała Dominik Paś Szymon Szachniewicz Dominik Łuczyński | 1:27,39  | LKS MOSiR Sieradz Jarosław Gołąb Miłosz Jarząb Patryk Pawłowski Jakub Pędziwiatr | 1:28,14  | AZS KU Politechniki Opolskiej Tymoteusz Musiał Aleks Stokłosa Jakub Bujak Dominik Buck | 1:28,16  |

### Kobiety
| Konkurencja:       | 1. miejsce                                                                           | Rezultat | 2. miejsce                                                                | Rezultat | 3. miejsce                                                                                  | Rezultat |
| Sztafeta 4 × 200 m | AZS-AWFiS Gdańsk Aleksandra Belowska Wiktoria Brzeska Agata Kołakowska Olga Pietrzak | 1:40,53  | SKLA Sopot Blanka Zapora Monika Kasica Monika Pietroń Aleksandra Formella | 1:40,60  | UKS Czempion Bełchatów Małgorzata Domagała Roksana Załeczna Maria Kołodziejczuk Anna Olczyk | 1:40,90  |

### Sztafety mieszane
| Konkurencja:           | 1. miejsce                                                                            | Rezultat | 2. miejsce                                                                       | Rezultat | 3. miejsce                                                                                   | Rezultat |
| Sztafeta 4 × 400 m     | SKLA Sopot Antoni Chojnowski Blanka Zapora Łukasz Smolnicki Aleksandra Formella       | 3:27,61  | AZS-AWF Gorzów Eryk Kubiś Paulina Kosikowska Jakub Pestka Wiktoria Dams          | 3:28,36  | UMLKS Pegaz Opoczno Hubert Rutowicz Monika Rutowicz Adrian Wójciak Zofia Tomczyk             | 3:30,87  |
| Sztafeta 2 × 2 × 400 m | UKS Gimnazjon Płońsk Mateusz Makowski Martyna Gajkowska                               | 3:56,13  | UKS Filipides Teresin Mikołaj Olejnik Lena Suchowolak                            | 3:57,95  | KS Prefbet-Sonarol Piotr Dąbrowski Wiktoria Grabowska                                        | 4:07,59  |
| Sztafeta 4 × 800 m     | SRS Kondycja Piaseczno Bartosz Kucharski Oliwia Paradowska Adrian Pec Julianna Multan | 8:22,19  | AML Słupsk Kajetan Kosicki Daria Książek Mateusz Twardowski Katarzyna Nowakowska | 8:33,85  | MOS CSiR Dąbrowa Górnicza Sebastian Słowikowski Gabriela Gwiazda Miłosz Citak Maja Grzechuła | 8:33,87  |

## Wieloboje
Mistrzostwa Polski w wielobojach zostały rozegrane w Warszawie od 16 do 18 czerwca na stadionie lekkoatletycznym im. Zygmunta Szelesta.

### Mężczyźni
| Konkurencja:  | 1. miejsce                   | Rezultat | 2. miejsce                                       | Rezultat | 3. miejsce                                   | Rezultat |
| Dziesięciobój | Paweł Wiesiołek Warszawianka | 7867 pkt | Jacek Chochorowski AZS KU Politechniki Opolskiej | 7063 pkt | Paweł Basałygo AZS KU Politechniki Opolskiej | 6681 pkt |

### Kobiety
| Konkurencja: | 1. miejsce                       | Rezultat | 2. miejsce               | Rezultat | 3. miejsce                       | Rezultat |
| Siedmiobój   | Adrianna Sułek KS Brda Bydgoszcz | 6152 pkt | Edyta Bielska SKLA Sopot | 6062 pkt | Julia Słocka KS AZS AWF Warszawa | 5884 pkt |

## Bieg na 10 km
14. Mistrzostwa Polski w biegu ulicznym na 10 kilometrów mężczyzn zostały rozegrane 5 sierpnia w Gdańsku w ramach biegu św. Dominika. 12. Mistrzostwa Polski w biegu ulicznym na 10 kilometrów kobiet zostały rozegrane 22 października w Kole.
| Konkurencja: | 1. miejsce                    | Rezultat | 2. miejsce                          | Rezultat | 3. miejsce                                    | Rezultat |
| Mężczyźni    | Mateusz Gos RLTL Optima Radom | 29:37    | Mateusz Kaczor RLTL Optima Radom    | 29:43    | Kamil Jastrzębski Ducla academy Warszawa      | 29:56    |
| Kobiety      | Sabina Jarząbek KKL Kielce    | 33:06    | Izabela Paszkiewicz AZS UMCS Lublin | 34:03    | Monika Dubiella LLKS Ziemi Kociewskiej Skórcz | 34:13    |

## Półmaraton
32. Mistrzostwa Polski w półmaratonie zostały rozegrane 9 września w Grudziądzu.
| Konkurencja: | 1. miejsce                                     | Rezultat | 2. miejsce                         | Rezultat | 3. miejsce                              | Rezultat |
| Mężczyźni    | Adam Głogowski UKS Ekonomik-Maratończyk Lębork | 1:07:10  | Patryk Kozłowski RLTL Optima Radom | 1:08:33  | Przemysław Dąbrowski KS Prefbet Sonarol | 1:08:36  |
| Kobiety      | Aleksandra Brzezińska CWZS Zawisza Bydgoszcz   | 1:13:52  | Angelika Mach AZS UMCS Lublin      | 1:17:10  | Beata Niemyjska LKS Zantyr Sztum        | 1:19:43  |

## Maraton
43. Mistrzostwa Polski kobiet w biegu maratońskim i 93. Mistrzostwa Polski mężczyzn w biegu maratońskim odbyły się 22 października w Poznaniu.
| Konkurencja: | 1. miejsce                     | Rezultat | 2. miejsce                       | Rezultat | 3. miejsce                        | Rezultat |
| Mężczyźni    | Adam Nowicki MKL Szczecin      | 2:12:34  | Mateusz Kaczor RLTL Optima Radom | 2:12:37  | Yared Shegumo KS AZS AWF Warszawa | 2:18:14  |
| Kobiety      | Monika Jackiewicz MKL Szczecin | 2:31:15  | Emilia Mazek KS AZS AWF Warszawa | 2:36:30  | Ewa Jagielska KS Prefbet-Sonarol  | 2:38:01  |

## Bieg na 5 km
11. otwarte mistrzostwa Polski w biegu ulicznym na 5 kilometrów mężczyzn i kobiet zostały rozegrane 5 listopada w Warszawie w ramach Niepodległej Piątki na PGE Narodowym.
| Konkurencja: | 1. miejsce                         | Rezultat | 2. miejsce                                    | Rezultat | 3. miejsce                       | Rezultat |
| Mężczyźni    | Patryk Kozłowski RLTL Optima Radom | 14:18    | Aleksander Wiącek OKS Otwock                  | 14:20    | Sebastian Nowicki OKL Oborniki   | 14:21    |
| Kobiety      | Sabina Jarząbek KKL Kielce         | 16:22    | Monika Dubiella LLKS Ziemi Kociewskiej Skórcz | 16:47    | Ewa Jagielska KS Prefbet-Sonarol | 16:51    |

## Biegi przełajowe
95. Mistrzostwa Polski w biegach przełajowych zostały rozegrane 25 listopada w Drzonkowie.

### Mężczyźni
| Konkurencja:           | 1. miejsce                               | Rezultat | 2. miejsce                                 | Rezultat | 3. miejsce                      | Rezultat |
| Bieg przełajowy (4 km) | Dawid Borowski KS Stal LA Ostrów Wlkp.   | 12:30    | Dariusz Boratyński KS AZS AWF Wrocław      | 12:36    | Robert Kulik KS AZS AWF Wrocław | 12:37    |
| Bieg przełajowy (9 km) | Kamil Jastrzębski Ducla Academy Warszawa | 27:58    | Krzysztof Gosiewski CWZS Zawisza Bydgoszcz | 28:26    | Sebastian Nowicki OKL Oborniki  | 28:31    |

### Kobiety
| Konkurencja:           | 1. miejsce                 | Rezultat | 2. miejsce                                  | Rezultat | 3. miejsce                                | Rezultat |
| Bieg przełajowy (4 km) | Eliza Megger LKS Pszczyna  | 14:10    | Aleksandra Płocińska SRS Kondycja Piaseczno | 14:17    | Patrycja Kapała AZS UMCS Lublin           | 14:21    |
| Bieg przełajowy (9 km) | Sabina Jarząbek KKL Kielce | 31:18    | Iwona Bernardelli KS Prefbet-Sonarol        | 31:58    | Katarzyna Jankowska KS Podlasie Białystok | 33:01    |